# أبو سعيد الجنابي
أبو سعيد الجنَّابي (- 301 هـ)، هو أبو سعيد الحسن بن بهرام الجنابي الهجري، نسبته إلى «جنابة» من بلاد فارس.
ينسب إلى قرية جنابة على الساحل الشمالي للخليج العربي. انتدبه حمدان قرمط وبعثه إلى البحرين لبث دعوته فيها. استقر في القطيف تحت ستار العمل بالتجارة، وانصرف في خلال ذلك لنشر دعوته سراً سنين عديدة، ولم يقم بإعلانها حتى سنة 286 هـ حين تأكد من كثرة أتباعه وكفاية قوته. بعد ذلك مد أبو سعيد سيطرته على البحرين كلها مستخدماً أسلوب الترويع لكف المعارضين عن مقاومته.
صرف همه طيله حكمه لتوطيد دائم لسلطته في منطقة البحرين دون السعي للتوسع في المناطق المجاورة. حاول القرامطة في زمنه غزو عمان مرتين، غير أنهم لم يتمكنوا من ذلك توفي سنة 301 هـ وأسند السلطة من بعده بوصية منه لابنه الصغير أبي طاهر فتقلد زمام الأمور سنة 305 هـ بعد فترة انتقالية تولاها أخوه الأكبر لتمكينه من بلوغ سن الرشد.

## الهوامش
1. ↑  خير الدين الزركلي (2002)، الأعلام: قاموس تراجم لأشهر الرجال والنساء من العرب والمستعربين والمستشرقين (ط. 15)، بيروت: دار العلم للملايين، ج. 2، ص. 185، OCLC:1127653771، QID:Q113504685
2. ↑  شاكر، محمود (2000). ص 121